# ケン・ジャイルズ
ケネス・ロバート・ジャイルズ（Kenneth Robert Giles, 1990年9月20日 - ）は、アメリカ合衆国ニューメキシコ州アルバカーキ出身のプロ野球選手（投手）。右投右打。愛称は100マイルズ・ジャイルズ。

## 経歴

### プロ入り前
2009年のMLBドラフト44巡目（全体1328位）でフロリダ・マーリンズから指名されたが、ヤバパイ短期大学へ進学した。

### プロ入りとフィリーズ時代
2011年のMLBドラフト7巡目（全体241位）でフィラデルフィア・フィリーズから指名され、8月11日に契約。契約後、傘下のルーキー級ガルフ・コーストリーグ・フィリーズでプロデビュー。3試合に登板して1勝1敗、防御率5.79、7奪三振を記録した。
2012年はまずA級レイクウッド・ブルークロウズでプレーし、29試合（先発6試合）に登板して3勝3敗5セーブ、防御率3.61、86奪三振を記録残した。7月にA+級クリアウォーター・スレッシャーズへ昇格。10試合に登板して1勝0敗3セーブ、防御率3.07、25奪三振を記録した。
2013年はA+級クリアウォーターでプレーし、24試合に登板して2勝2敗12セーブ、防御率6.31、34奪三振を記録した。
2014年はAA級レディング・ファイティン・フィルズで開幕を迎え、13試合に登板。0勝0敗7セーブ、防御率1.20と好投し、5月9日にAAA級リーハイバレー・アイアンピッグスへ昇格。AAA級リーハイバレーでは11試合に登板して2勝0敗5セーブ・防御率2.63・9奪三振の成績を残した。6月8日にマイク・アダムスが故障者リスト入りしたため、フィリーズとメジャー契約を結んでアクティブ・ロースター入りした。6月12日のサンディエゴ・パドレス戦でメジャーデビュー。5点リードの9回表2死から登板し1⁄3回を投げたが、ヤズマニ・グランダルに本塁打を打たれ、1安打1失点1奪三振だった。以後、ブルペンの重要な存在として44試合に登板し、3勝1敗1セーブ、防御率1.18、WHIP0.79という成績を残した。45.2イニングで許した本塁打は僅かに1本であり、ハイペースで三振を奪って12.6という奪三振率もマークした。
2015年シーズン途中にジョナサン・パペルボンが移籍してからはクローザーを任されている。最終的には69試合にリリーフ登板し、6勝3敗15セーブ・防御率1.80という成績を残したものの、WHIPは前年より大幅に悪化し、セーブ成功率も75%にとどまるなど、抑えとしては課題を残した。奪三振率の高さは相変わらずで、2年連続で11.0を超えた。

### アストロズ時代
2015年12月12日にブレット・オーバーホルツァー、ハロルド・アラウス、マーク・アペル、トム・エシェルマン、ビンセント・ベラスケスとのトレードで、ジョナサン・アラウスと共にヒューストン・アストロズへ移籍した。
2016年は2年連続69試合に登板し、一時期抑えとしても起用されて2年連続15セーブを挙げたが、メジャーデビューから2年続けて1.00台にまとめ上げていた防御率は大きく上昇して4.11となり、調子を崩した。一方で65.2イニングで102奪三振を記録して奪三振率14.0はキャリア最高の数値だった。
2017年は開幕から抑えとして起用され、63試合に登板。奪三振率こそと11.9と前年から減ったが、リーグ4位タイである34セーブを記録し、防御率も2.30に改善された。特にホームでの防御率は0.84と無類の強さだった。ポストシーズンでも抑えとして起用された。ボストン・レッドソックスとのアメリカンリーグディビジョンシリーズ(ALDS)では2度の登板でいずれも失点。ニューヨーク・ヤンキースとのアメリカンリーグチャンピオンシップシリーズ(ALCS)でも3度の登板で2度の失点。特に第4戦ではピンチの場面で登板したものの1つしかアウトを奪えず、自責点2で敗戦投手となった。ロサンゼルス・ドジャースとのワールドシリーズでは、第2戦で9回から登板。このイニングを三者凡退として延長戦に持ち込んだが、10回にアストロズが2点を勝ち越したその裏の投球で2点を失ってセーブに失敗。その後第4戦でも同点の9回に登板したが、2本のヒットと四球を与え、一つもアウトを奪えないまま降板。自責点3で敗戦投手となった。この試合はホームのミニッツ・メイド・パークでの試合だったが、降板時には地元ファンから容赦ないブーイングが送られた。試合後の会見ではA.J.ヒンチ監督が次の試合以降もジャイルズを起用することを示唆したが、残りの試合での登板は無かった。ポストシーズン合計では7試合の登板中6試合で失点し、防御率11.74と精彩を欠いた。
2018年も抑えを務めたが、7月までに34試合登板で0勝2敗12セーブ・防御率4.99と芳しくない成績であった。

### ブルージェイズ時代
2018年7月30日にロベルト・オスーナとのトレードで、デビッド・ポーリーノ、ヘクター・ペレスと共にトロント・ブルージェイズへ移籍した。移籍後も抑えとして起用され、8月7日のレッドソックス戦で5失点を喫して敗戦投手となった以外は概ね好投し、21試合で0勝1敗14セーブ、防御率4.12という成績を挙げた。
2020年9月22日、右肘のトミー・ジョン手術を受けると発表した。同年オフの11月1日にFAとなった。

### マリナーズ時代
2021年2月18日にシアトル・マリナーズと2年総額600万ドルの契約を結んだ。2023年は選手オプションとなり、バイアウトの際は50万ドルが支払われる。
2021年は前年の怪我の影響で登板は無かった。
2022年は開幕を故障者リストで迎えた。6月20日にメジャーのアクティブ・ロースターに登録され、翌21日のオークランド・アスレチックス戦にて2年ぶりにメジャー登板を果たした。8月12日にDFAとなり、そのまま自由契約となった。

### ジャイアンツ傘下時代
2022年8月22日にサンフランシスコ・ジャイアンツとマイナー契約を結んだ。30日に自由契約となった。

### ドジャース傘下時代
2023年6月4日にロサンゼルス・ドジャースとマイナー契約を結んだ。

### ブレーブス傘下時代
2024年2月2日にアトランタ・ブレーブスとマイナー契約を結んだ。11月4日に自由契約となった

## 投球スタイル
MLBでは救援投手として、最速101.3mph（約163km/h）・平均97mph（約156km/h）のフォーシームと、平均86mph（約138km/h）の縦のスライダーの2球種を使用する。スライダーの空振り率はMLB通算29%と高い。
MiLBでは速球は最速103mph（約166km/h）を記録している。

## 人物
アストロズからブルージェイズへ移籍後の2018年9月にアストロズではチームに馴染めなかったことを公表し、チームぐるみでサイン盗みをしていたことすら知らなかった。

## 詳細情報

### 年度別投手成績
| 年 度    | 球 団    | 登 板 | 先 発 | 完 投 | 完 封 | 無 四 球 | 勝 利 | 敗 戦 | セ 丨 ブ | ホ 丨 ル ド | 勝 率 | 打 者 | 投 球 回 | 被 安 打 | 被 本 塁 打 | 与 四 球 | 敬 遠 | 与 死 球 | 奪 三 振 | 暴 投 | ボ 丨 ク | 失 点 | 自 責 点 | 防 御 率 | W H I P |
| -------- | -------- | ----- | ----- | ----- | ----- | -------- | ----- | ----- | -------- | ----------- | ----- | ----- | -------- | -------- | ----------- | -------- | ----- | -------- | -------- | ----- | -------- | ----- | -------- | -------- | ------- |
| 2014     | PHI      | 44    | 0     | 0     | 0     | 0        | 3     | 1     | 1        | 13          | .750  | 166   | 45.2     | 25       | 1           | 11       | 1     | 0        | 64       | 1     | 0        | 7     | 6        | 1.18     | 0.79    |
| 2015     | PHI      | 69    | 0     | 0     | 0     | 0        | 6     | 3     | 15       | 12          | .667  | 298   | 70.0     | 59       | 2           | 25       | 2     | 1        | 87       | 1     | 0        | 23    | 14       | 1.80     | 1.20    |
| 2016     | HOU      | 69    | 0     | 0     | 0     | 0        | 2     | 5     | 15       | 18          | .286  | 286   | 65.2     | 60       | 8           | 25       | 1     | 2        | 102      | 14    | 0        | 32    | 30       | 4.11     | 1.29    |
| 2017     | HOU      | 63    | 0     | 0     | 0     | 0        | 1     | 3     | 34       | 2           | .250  | 247   | 62.2     | 44       | 4           | 21       | 0     | 1        | 83       | 3     | 0        | 16    | 16       | 2.30     | 1.04    |
| 2018     | HOU      | 34    | 0     | 0     | 0     | 0        | 0     | 2     | 12       | 1           | .000  | 129   | 30.2     | 36       | 2           | 3        | 0     | 0        | 31       | 1     | 0        | 17    | 17       | 4.99     | 1.27    |
| 2018     | TOR      | 21    | 0     | 0     | 0     | 0        | 0     | 1     | 14       | 0           | .000  | 83    | 19.2     | 18       | 4           | 4        | 0     | 1        | 22       | 1     | 0        | 11    | 9        | 4.12     | 1.12    |
| '18計    | TOR      | 55    | 0     | 0     | 0     | 0        | 0     | 3     | 26       | 1           | .000  | 212   | 50.1     | 54       | 6           | 7        | 0     | 1        | 53       | 2     | 0        | 28    | 26       | 4.65     | 1.21    |
| 2019     | TOR      | 53    | 0     | 0     | 0     | 0        | 2     | 3     | 23       | 0           | .400  | 208   | 53.0     | 36       | 5           | 17       | 1     | 0        | 83       | 2     | 0        | 11    | 11       | 1.87     | 1.00    |
| 2020     | TOR      | 4     | 0     | 0     | 0     | 0        | 0     | 0     | 1        | 1           | ----  | 19    | 3.2      | 4        | 2           | 4        | 0     | 0        | 6        | 0     | 0        | 4     | 4        | 9.82     | 2.18    |
| 2022     | SEA      | 5     | 0     | 0     | 0     | 0        | 0     | 0     | 0        | 0           |       | 18    | 4.1      | 1        | 0           | 4        | 0     | 0        | 6        | 1     | 0        | 0     | 0        | 0.00     | 1.15    |
| MLB：8年 | MLB：8年 | 362   | 0     | 0     | 0     | 0        | 14    | 18    | 115      | 47          | .438  | 1454  | 355.1    | 283      | 28          | 114      | 5     | 5        | 484      | 24    | 0        | 121   | 107      | 2.71     | 1.12    |

- 2022年度シーズン終了時

### 年度別守備成績
| 年 度 | 球 団 | 投手（P） | 投手（P） | 投手（P） | 投手（P） | 投手（P） | 投手（P） |
| 年 度 | 球 団 | 試 合     | 刺 殺     | 補 殺     | 失 策     | 併 殺     | 守 備 率  |
| ----- | ----- | --------- | --------- | --------- | --------- | --------- | --------- |
| 2014  | PHI   | 44        | 1         | 3         | 0         | 1         | 1.000     |
| 2015  | PHI   | 69        | 1         | 4         | 1         | 0         | .833      |
| 2016  | HOU   | 69        | 4         | 5         | 0         | 0         | 1.000     |
| 2017  | HOU   | 63        | 3         | 6         | 1         | 0         | .900      |
| 2018  | HOU   | 34        | 1         | 2         | 0         | 0         | 1.000     |
| 2018  | TOR   | 21        | 4         | 3         | 1         | 0         | .875      |
| '18計 | TOR   | 55        | 5         | 5         | 1         | 0         | .909      |
| 2019  | TOR   | 53        | 3         | 2         | 0         | 1         | 1.000     |
| 2020  | TOR   | 4         | 0         | 0         | 0         | 0         | ----      |
| 2022  | SEA   | 5         | 0         | 0         | 0         | 0         |           |
| MLB   | MLB   | 362       | 17        | 25        | 3         | 2         | .933      |

- 2022年度シーズン終了時

### 背番号
- 53（2014年 - 2018年7月29日）
- 51（2018年8月3日 - 2020年）
- 58（2022年 - ）